# Normanda 3252
Normanda 3252 es el nombre de una variedad cultivar de manzano (Malus domestica). Esta manzana está cultivada en la colección de la Estación Experimental Aula Dei (Zaragoza) con n.º de accesión "3252". Esta manzana es originaria de Normandía Francia. Descendiente de manzanas silvestres francesas antiguas actualmente ha descendido su interés comercial donde tenía su principal ámbito de cultivo, en los valles del Jalón y Jiloca (provincias de Zaragoza y Teruel).

## Sinónimos
- "Manzana Normanda 3252".[5][7][8]

## Historia
'Normanda 3252' tiene su origen en Normandía Francia, se la considera que es descendiente de las manzanas silvestres francesas antiguas. 'Normanda 3252' está cultivada en la Comunidad autónoma de Aragón. Aparece en catálogos comerciales del siglo XIX (Huerta-Jardín de Bruil de Zaragoza, 1877).
Variedad que ha bajado su interés comercial en la provincia de Zaragoza con respecto a periodos anteriores donde tuvo una gran difusión. Así la variedad 'Normanda' que estaba muy difundida hasta 1960 entre los viveristas de Aragón (representaba el 25% de la cosecha en la cuenca del Jiloca). En 1971 Puerta-Romero y Veirat ya no citan al cultivar “Normanda”, que ha sido desplazado su cultivo por las nuevas variedades selectas foráneas que se distribuyen por los grandes circuitos de comercialización.

## Características
El manzano de la variedad 'Normanda 3252' tiene un vigor medio; porte enhiesto, con vegetación muy tupida, hoja pequeña; tubo del cáliz ancho o mediano, triangular o alargado en forma de cono o de embudo con tubo largo, y con los estambres insertos bajos, pistilo fuerte. Tiene un tiempo de floración muy precoz, floración corta, y época de recolección muy tardía.
La variedad de manzana 'Normanda 3252' tiene un fruto de tamaño pequeño o medio; forma globosa cónica, generalmente más alta que ancha, con contorno irregular, oblongo o elíptico, casi siempre rebajado de un lado; piel de notable a inapreciable untuosidad, fuerte y brillante; con color de fondo verdoso cobrizo, importancia del sobre color fuerte, color del sobre color rojizo-rosa cobrizo, siendo su reparto en chapa/rayas/pinceladas, presenta chapa extensa que acusa pinceladas de rosa más o menos intenso que se reparten a lo largo del fruto, con un punteado pequeño, espaciado, ruginoso, y con una sensibilidad al "russeting" (pardeamiento áspero superficial que presentan algunas variedades) débil; pedúnculo largo, fino, leñoso, anchura de la cavidad peduncular estrecha, profundidad cavidad pedúncular marcadamente profunda, con fondo verde, bordes irregulares, a veces de tangente inclinada, con frecuencia aparecen unas depresiones desde el fondo, y con una importancia del "russeting" en cavidad peduncular débil; anchura de la cavidad calicina amplia o mediana, profundidad de la cavidad calicina poco profunda y en forma de cubeta, bordes suavemente ondulados, importancia del "russeting" en cavidad calicina débil; ojo pequeño, cerrado o entreabierto; sépalos cortos y triangulares, con las puntas vueltas hacia fuera.
Carne de color blanco; textura firme, jugosa; sabor de acidez baja, contenido de azúcares medio, dulce, perfumada, excelente; corazón pequeño, bulbiforme, levemente marcado por las líneas del corazón; eje abierto o solamente agrietado; celdas pequeñas; semillas pequeñas.
La manzana 'Normanda 3252' tiene una época de maduración y recolección muy tardía, su recolección se lleva a cabo a mediados de noviembre, en Zaragoza. Se usa como manzana de mesa fresca de mesa. Aguanta conservación en frío hasta cuatro meses.
De entrada en producción más bien lenta, es posteriormente muy productiva, con acusada tendencia a la vecería (Contrañada), por lo que es necesario un  cuidadoso aclareo.